# 오쿠다 노리히로
오쿠다 노리히로(일본어: 奥田 紀宏, 1953년 8월 19일 ~ )는 일본의 외교관이다.

## 인물
가나가와현 출신으로 에이코가쿠엔 중학교·고등학교를 거쳐 1974년 도쿄 대학 법학부에 재학 중 외무공무원 채용 시험에 응시하여 합격했다. 이듬해인 1975년 도쿄 대학 법학부를 졸업하고 외무성에 입성했고 아랍어 연수까지 받았다. 외교관 경력으로는 주아프가니스탄 대사(2004년 ~ 2006년), 유엔 차석 대사(2008년 ~ 2010년), 주이집트 대사(2010년 ~ 2013년), 주캐나다 대사(2013년 ~ 2015년), 주사우디아라비아 대사(2015년 ~ 2017년) 등을 역임했다.

## 주요 경력
- 1987년 7월 : 유엔 일본정부대표부 1등 서기관
- 1990년 1월 : 주사우디아라비아 일본대사관 1등 서기관
- 1992년 1월 : 주사우디아라비아 일본대사관 참사관
- 1992년 4월 : 외무성 조약국 법규과 법규조정관
- 1993년 8월 : 외무성 중동 아프리카국 중동 제2과장
- 1995년 7월 : 외무성 경제협력국 무상자금협력과장
- 1997년 8월 : 주미국 일본대사관 참사관
- 1999년 1월 : 주미국 공사
- 2000년 9월 : 대신관방 외무참사관 겸 경제국
- 2002년 1월 : 대신관방 외무참사관 겸 중동 아프리카국
- 2004년 1월 : 대신관방 외무참사관 겸 국제정보국
- 2004년 7월 : 주아프가니스탄 특명전권대사
- 2006년 8월 : 외무성 중동 아프리카국장
- 2008년 7월 : 유엔 일본정부대표부 차석 대표, 특명전권대사(유엔 차석 대사)
- 2010년 8월 : 주이집트 특명전권대사
- 2013년 3월 : 주캐나다 특명전권대사 겸 국제 민간 항공 기구 정부대표부 대사
- 2015년 2월 17일 : 주사우디아라비아 특명전권대사[1]